# Artem Sitak
Artem Jurjevič Sitak (rusky Артём Юрьевич Ситак, Arťom Jurjevič Sitak; * 8. února 1986 Orenburg) je novozélandský profesionální tenista ruského původu, specializující se na čtyřhru. Do roku 2010 reprezentoval rodné Rusko a od sezóny 2011 začal po naturalizaci nastupovat za Nový Zéland.
Ve své dosavadní kariéře na okruhu ATP Tour vyhrál pět deblových turnajů. Na challengerech ATP a okruhu ITF získal do září 2020 pět titulů ve dvouhře a dvacet osm ve čtyřhře.
Na žebříčku ATP byl ve dvouhře nejvýše klasifikován v srpnu 2008 na 299. místě a ve čtyřhře pak v září 2018 na 32. místě. Trénuje ho Mason Fuller.
V novozélandském daviscupovém týmu debutoval v roce 2011 čtvrtfinálem 1. skupiny zóny Asie a Oceánie proti Uzbekistánu, v němž prohrál první a vyhrál čtvrtou dvouhru. Uzbeci zvítězili 3:2 na zápasy. Do roku 2021 v soutěži nastoupil k sedmnácti mezistátním utkáním s bilancí 6–4 ve dvouhře a 9–2 ve čtyřhře.
Starším bratrem je tenista Dmitrij Sitak.

## Tenisová kariéra

### Juniorská kariéra
V roce 2000, kdy mu bylo čtrnáct let, si připsal žákovskou trofej na Orange Bowlu v kategorii 14letých.
Premiérový start na grandslamové juniorce zaznamenal na Australian Open 2002, kde podlehl australskému hráči Christopheru Romanovi. Derniéru pak prožil v následující sezóně opět na Australian Open 2003. V úvodním kole nestačil na Korejce Hyun-Joon Suka.

### Seniorská kariéra
Jako třináctiletý obdržel v roce 1999 divokou kartu do hlavní soutěže ozerovského turnaje ITF, kde jej v úvodním kole vyřadil Jevgenij Smirnov po dvousetovém průběhu. Náýsledující rok na stejné události deklasoval Denise Istomina v kvalifikaci, čímž dosáhl premiérové výhry na okruhu ITF. Do hlavní soutěže však neprošel po prohře v kvalifikačním kole s krajanem Teimurazem Gabašvilim.
Do prvního challengeru nastoupil v roce 2002 poté, co získal divokou kartu od pořadatelů na turnaj v Toljatti. Na úvod jej však přehrál Američan Thomas Blake. Premiérovou singlovou trofej vybojoval na události ITF v Koroljovu během srpna 2005. V třísetovém finále zdolal krajana Pavla Čechova.
Od sezóny 2011 reprezentuje na tenisových okruzích Nový Zéland, včetně účasti v daviscupové soutěži. V lednu obdržel divokou kartu do kvalifikace Heineken Open 2011, kde nenašel recept na francouzskho tenistu Ludovica Waltera.
Ve finále okruhu ATP Tour debutoval na červencovém MercedesCupu 2014 ve Stuttgartu, kde v deblové soutěži porazil s Polákem Mateuszem Kowalczykem favorizovaný pár Guillermo García-López a Philipp Oswald. Druhou trofej z této úrovně dobyl ve čtyřhře únorového Open Sud de France 2015 v Montpellier, kde po boku Novozélanďana Marcuse Daniella triumfovali nad dvojicí Dominic Inglot a Florin Mergea až v rozhodujícím dlouhém supretiebreaku poměrem míčů [16–14].

## Finále na okruhu ATP Tour

### Čtyřhra: 13 (5–8)
| Legenda                   |
| Grand Slam (0)            |
| Turnaj mistrů (0)         |
| ATP Tour Masters 1000 (0) |
| ATP Tour 500 (0–1)        |
| ATP Tour 250 (5–7)        |

| Tituly dle povrchu |
| ------------------ |
| tvrdý (1–5)        |
| antuka (1–3)       |
| tráva (3–0)        |

| Tituly dle prostředí |
| -------------------- |
| hala (4–4)           |
| venku (1–4)          |

| Stav      | č. | datum             | turnaj                         | povrch     | spoluhráč         | soupeři ve finále                         | výsledek              |
| --------- | -- | ----------------- | ------------------------------ | ---------- | ----------------- | ----------------------------------------- | --------------------- |
| Vítěz     | 1. | 13. července 2014 | Stuttgart, Německo             | antuka     | Mateusz Kowalczyk | Guillermo García-López Philipp Oswald     | 2–6, 6–1, [10–7]      |
| Vítěz     | 2. | 8. února 2015     | Montpellier, Francie           | tvrdý (h)  | Marcus Daniell    | Dominic Inglot Florin Mergea              | 3–6, 6–4, [16–14]     |
| Finalista | 1. | 15. února 2015    | Memphis, Spojené státy         | tvrdý (h)  | Donald Young      | Mariusz Fyrstenberg Santiago González     | 7–5, 6–7(1–7), [8–10] |
| Finalista | 2. | 26. dubna 2015    | Bukurešť, Rumunsko             | antuka     | Nicholas Monroe   | Marius Copil Adrian Ungur                 | 6–3, 5–7, [15–17]     |
| Vítěz     | 3. | 13. června 2015   | Stuttgart, Německo 2           | tráva      | Marcus Daniell    | Oliver Marach Fabrice Martin              | 6–7(4–7), 6–4, [10–8] |
| Finalista | 3. | 30. července 2017 | Atlanta, Spojené státy         | tvrdý      | Wesley Koolhof    | Bob Bryan Mike Bryan                      | 3–6, 4–6              |
| Finalista | 4. | 24. září 2017     | Mety, Francie                  | tvrdý (h)  | Wesley Koolhof    | Julien Benneteau Édouard Roger-Vasselin   | 5–7, 3–6              |
| Finalista | 5. | únor 2018         | Bronx, New York, Spojené státy | tvrdý (h)  | Wesley Koolhof    | Max Mirnyj Philipp Oswald                 | 4–6, 6–4, [6–10]      |
| Finalista | 6. | březen 2018       | São Paulo, Brazílie            | antuka (h) | Wesley Koolhof    | Federico Delbonis Máximo González         | 4–6, 2–6              |
| Finalista | 7. | květen 2018       | Estoril, Portugalsko           | antuka     | Wesley Koolhof    | Kyle Edmund Cameron Norrie                | 4–6, 2–6              |
| Vítěz     | 4. | červenec 2018     | Newport, Spojené státy         | tráva      | Jonatan Erlich    | Marcelo Arévalo Miguel Ángel Reyes-Varela | 6–1, 6–2              |
| Finalista | 8. | březen 2019       | Acapulco, Mexiko               | tvrdý      | Austin Krajicek   | Alexander Zverev Mischa Zverev            | 6–2, 6–7(4–7), [5–10] |
| Vítěz     | 5. | červen 2019       | Antalya, Turecko               | tráva      | Jonatan Erlich    | Ivan Dodig Filip Polášek                  | 6–3, 6–4              |

## Tituly na challengerech ATP a okruhu Futures
| Legenda             |
| ------------------- |
| Challengery (7 Č)   |
| Futures (5 D; 15 Č) |

### Dvouhra (5)
| č. | datum              | turnaj                        | povrch | poražený finalista | výsledek                |
| -- | ------------------ | ----------------------------- | ------ | ------------------ | ----------------------- |
| 1. | 27. srpna 2005     | F3 Koroljov, Rusko            | antuka | Pavel Čechov       | 4–6, 6–4, 6–4           |
| 2. | 9. března 2008     | F6 McAllen, Spojené státy     | tvrdý  | Tim Smyczek        | 6–4, 6–2                |
| 3. | 20. dubna 2008     | F8 Little Rock, Spojené státy | tvrdý  | Matthew Roberts    | 6–4, 6–3                |
| 4. | 7. března 2010     | F7 McAllen, Spojené státy     | tvrdý  | Mario Ančić        | 6–1, 6–4                |
| 5. | 26. listopadu 2012 | F2 Phnompenh, Kambodža        | tvrdý  | Alexander Ward     | 6–4, 6-7(3–7), 7-6(7–4) |

### Čtyřhra (28 titulů)
| č.  | datum              | turnaj                     | povrch    | spoluhráč             | poražení finalisté                      | výsledek              |
| --- | ------------------ | -------------------------- | --------- | --------------------- | --------------------------------------- | --------------------- |
| 1.  | 17. srpna 2003     | Sergijev Posad, Rusko      | antuka    | Dmitrij Sitak         | Alexej Agejev Alexandr Markin           | 6–3, 6–2              |
| 2.  | 3. prosince 2004   | Dauhá, Katar               | tvrdý     | Dmitrij Sitak         | Jaco Mathew Ravišankar Pathanjali       | 6–3, 6–3              |
| 3.  | 10. prosince 2004  | Dauhá, Katar               | tvrdý     | Dmitrij Sitak         | Jordan Kanev Ilja Kušev                 | 7–6(7–5), 6–0         |
| 4.  | 17. prosince 2004  | Dauhá, Katar               | tvrdý     | Dmitrij Sitak         | Jordan Kanev Ilja Kušev                 | bez boje              |
| 5.  | 18. června 2005    | La Palma, Španělsko        | tvrdý     | Dmitrij Sitak         | Javier Genaro-Martínez Daniel Vallverdu | 7–6(8–6), 7–6(7–4)    |
| 6.  | 27. srpna 2005     | Koroljov, Rusko            | antuka    | Dmitrij Sitak         | Viktor Kozin Alexej Miller              | 6–4, 7–6(7–4)         |
| 7.  | 15. ledna 2006     | Stuttgart, Německo         | tvrdý (h) | Stéphane Bohli        | Philipp Marx Torsten Popp               | 6–3, 7–5              |
| 8.  | 19. března 2006    | Lille, Francie             | tvrdý (h) | Stéphane Bohli        | Frederico Gil Filip Urban               | 6–1, 6–2              |
| 9.  | 25. února 2007     | Trento, Itálie             | tvrdý (h) | Dmitrij Sitak         | Raphael Durek Joseph Sirianni           | 7–6(7–4), 6–3         |
| 10. | 28. září 2008      | Lubbock, Spojené státy     | tvrdý     | Roman Borvanov        | Alex Bogomolov Dušan Vemić              | 6–2, 6–3              |
| 11. | 8. listopadu 2009  | Birmingham, Spojené státy  | antuka    | Tigran Martirosjan    | Colt Gaston Michael Venus               | 6–3, 6–4              |
| 12. | 15. listopadu 2009 | Niceville, Spojené státy   | antuka    | Tigran Martirosjan    | Sekou Bangoura Denis Kudla              | 6–4, 7–5              |
| 13. | 28. února 2010     | Harlingen, Spojené státy   | tvrdý     | Cătălin-Ionuț Gârd    | Matej Bocko Vladimir Obradović          | 6–4, 7–6(7–3)         |
| 14. | 6. června 2010     | Ojai, Spojené státy        | tvrdý     | Leonardo Tavares      | Harš Mankad Izak van der Merwe          | 4–6, 6–4, [10–8]      |
| 15. | 8. srpna 2010      | Peking, ČLR                | tvrdý     | Pierre-Ludovic Duclos | Sadik Kadir Purav Radža                 | 7–6(7–4), 7–6(7–5)    |
| 16. | 10. dubna 2011     | Little Rock, Spojené státy | tvrdý     | Nima Roshan           | Taylor Fogleman Benjamin Rogers         | 6–3, 7–5              |
| 17. | 19. června 2011    | Morelia, Mexiko            | tvrdý     | Marcus Daniell        | Ruben Gonzalez Carsten Ball             | 6–0, 6–3              |
| 18. | 24. března 2013    | Ipswich, Austrálie         | tvrdý     | Jose Statham          | Jacob Grills Dane Propoggia             | 6–3, 6–1              |
| 19. | 6. října 2013      | São Paulo, Brazílie        | antuka    | Roman Borvanov        | Sergio Galdós Guido Pella               | 6–4, 7–6(7–3)         |
| 20. | 9. května 2014     | Řím, Itálie                | antuka    | Radu Albot            | Andrea Arnaboldi Flavio Cipolla         | 4–6, 6–2, [11–9]      |
| 21. | 20. července 2014  | Granby, Kanada             | tvrdý     | Marcus Daniell        | Jordan Kerr Fabrice Martin              | 7–6(7–5), 5–7, [10–5] |
| 22. | 16. srpna 2015     | Aptos, Spojené státy       | tvrdý     | Chris Guccione        | Juki Bhambri Matthew Ebden              | 6–4, 7–6(7–2)         |
| 23. | březen 2016        | Puebla, Mexiko             | tvrdý     | Marcus Daniell        | Santiago González Mate Pavić            | 3–6, 6–2, [12–10]     |
| 24. | březen 2016        | San Luis Potosí, Mexiko    | antuka    | Marcus Daniell        | Santiago González Mate Pavić            | 6–3, 7–6(7–4)         |
| 25. | březen 2017        | Guadalajara, Mexiko        | Hard      | Santiago González     | Luke Saville John-Patrick Smith         | 6–3, 1–6, [10–5]      |
| 26. | září 2017          | Štětín, Polsko             | antuka    | Wesley Koolhof        | Aleksandr Buryj Andreas Siljeström      | 6–1, 7–5              |
| 27. | duben 2018         | Alicante, Španělsko        | antuka    | Wesley Koolhof        | Guido Andreozzi Ariel Behar             | 6–3, 6–2              |
| 28. | srpen 2020         | Ostrava, Česko             | antuka    | Igor Zelenay          | Karol Drzewiecki Szymon Walków          | 7–5, 6–4              |